# Фенікс-Маріуполь
Футбольний спортивний клуб «Фенікс-Маріуполь» — український футбольний клуб з Маріуполя, заснований у 2007 році. З сезону 2020/21 має професійний статус, виступає у Першій лізі чемпіонату України. Домашній стадіон — «Західний» місткістю 3063 глядачі. Через російське вторгнення в Україну клуб тривалий час приймав домашні матчі на стадіоні «Колос» у місті Бориспіль Київської області.
У березні 2025 року у зв'язку із об'єднанням з клубом «Фенікс» (Підмонастир) команда змінила назву на «Фенікс-Маріуполь». Домашні матчі приймає на стадіоні «Скіф» у місті Львів.

## Історія назв

Емблема ФК «Яруд» до 2020 року

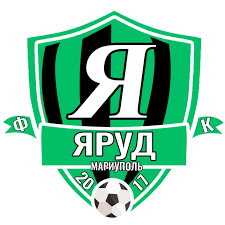
Емблема ФК «Яруд» з 2020 по 2022 роки

Емблема ФСК Маріуполь з 2022 по 2023 роки.

Емблема ФСК Маріуполь з 2023 по 2025 роки.

- 2007—2017: ФК «Лідер»
- 2017—2022: ФК «Яруд»
- 2022—2025: ФСК «Маріуполь»
- з 2025: ФСК «Фенікс-Маріуполь»

## Історія клубу
Заснований 2007 року під назвою «Лідер». Команда брала участь у чемпіонаті Маріуполя. Є володарем кубка міста та кубка пам'яті Арменовського. У 2017 році, з появою нового спонсора, команда змінила назву на ФК «Яруд» та заявилася для участі у Чемпіонаті України серед аматорів.
У дебютному для себе сезоні 2017/18 «Яруд» посів у групі 3 аматорського чемпіонату України сьому місце серед 9 учасників. У сезоні 2018/19 маріупольці посіли 9 місце із 12 учасників групи 3.
«До нас приходять хлопці, які всі живуть у Маріуполі, після U-21 та U-19. Вибір у них простий — або на місто бігати, або взагалі з футболом попрощатися, на завод піти. А „Яруд“ їм дає другий шанс — у нас навчально-тренувальний процес, ми беремо участь у Чемпіонаті України, регулярно змагаємося в усіх міських турнірах», — розповів Дмитро Єсін, колишній тренер ФК «Яруд», про комплектацію колективу.
«Яруд» базується у Маріуполі, домашні матчі проводить на стадіоні «Західний». Раніше приймав суперників на стадіоні «Азовець». Незважаючи на географічне розташування та близькість до фронту війни з Росією, жодних проблем із проведенням матчів не виникало. Влітку 2018 року «Яруд» у Маріуполі зіграв товариський матч проти зірок українського футболу.
У 2020 році клуб отримав професійний статус та атестат на участь у Другій лізі чемпіонату України сезону 2020/21.
У липні 2022 року клуб змінив назву на ФСК «Маріуполь», під якою з сезону 2022/23 виступає у Першій лізі чемпіонату України. Через російське вторгнення в Україну клуб грає домашні матчі в Київській області: в сезоні 2022/23 — на стадіоні «Діназ» у селі Демидів, у сезоні 2023/24 — на стадіоні «Колос» у місті Бориспіль.

## Статистика виступів
| Сезон   | Ліга      | М       | І  | В | Н  | П  | ГЗ | ГП | О  | Кубок України | Примітка   |
| ------- | --------- | ------- | -- | - | -- | -- | -- | -- | -- | ------------- | ---------- |
| 2020–21 | Друга «Б» | 6 з 13  | 22 | 8 | 4  | 10 | 27 | 39 | 28 | 1/64 фіналу   |            |
| 2021–22 | Друга «Б» | 11 з 16 | 20 | 6 | 6  | 8  | 36 | 29 | 24 | 1/64 фіналу   | Підвищення |
| 2022–23 | Перша     | 15 з 16 | 14 | 3 | 3  | 8  | 18 | 23 | 12 | не проводився |            |
| 2023–24 | Перша     | 9 з 20  | 28 | 8 | 13 | 7  | 29 | 26 | 37 | 1/8 фіналу    |            |
| 2024–25 | Перша     | 13 з 18 | 24 | 8 | 4  | 12 | 26 | 34 | 28 | 1/64 фіналу   |            |

## Досягнення

### Титули
- Чемпіонат Маріуполя:

 Чемпіон: 2018
 Бронзовий призер: 2017
- Кубок Маріуполя:

 Володар: 2018
- Суперкубок Маріуполя:

 Володар: 2018
- Кубок Перемоги:

 Володар: 2019

### Найвищі досягнення
- Друга ліга:

6 місце: 2020/21
- Кубок України:

1/8 фіналу: 2023/24

## Склад команди
Станом на 24 квітня 2025  року відповідно до офіційної заявки на сайті ПФЛ
| №  | Поз. | Нац.    | Гравець              |
| -- | ---- | ------- | -------------------- |
| 1  | ВР   | Україна | Віталій Жупанський   |
| 12 | ВР   | Україна | Дмитро Панченко      |
| 4  | ЗХ   | Україна | Дмитро Махнєв        |
| 6  | ЗХ   | Україна | Артем Вовкун         |
| 19 | ЗХ   | Україна | Артем Данилюк        |
| 21 | ЗХ   | Україна | Владислав Дворовенко |
| 24 | ЗХ   | Україна | Володимир Матусевич  |
| 27 | ЗХ   | Україна | Вадим Червак         |
| 29 | ЗХ   | Україна | Сергій Палюх         |
| 33 | ЗХ   | Україна | Владислав Сидоренко  |
| 7  | ПЗ   | Україна | Руслан Непейпієв     |

| №  | Поз. | Нац.    | Гравець                   |
| -- | ---- | ------- | ------------------------- |
| 13 | ПЗ   | Україна | Андрій Петрик             |
| 17 | ПЗ   | Україна | Дмитро Рожко              |
| 32 | ПЗ   | Україна | Сергій Петько             |
| 34 | ПЗ   | Україна | Єгор Булгаков             |
| 77 | ПЗ   | Україна | Сергій Машталір           |
| 90 | ПЗ   | Україна | Андрій Богданов (капітан) |
| 97 | ПЗ   | Україна | Євгеній Шеставін          |
| 8  | НП   | Україна | Антон Байдал              |
| 11 | НП   | Україна | Руслан Буряк              |
| 74 | НП   | Україна | Максим Гуменюк            |